# Huntia deepensis
Huntia deepensis là một loài nhện trong họ Zoropsidae.
Loài này thuộc chi Huntia. Huntia deepensis được miêu tả năm 2001 bởi Gray & Thompson.